# Tacaimbó
Tacaimbó är en kommun i Brasilien.   Den ligger i delstaten Pernambuco, i den östra delen av landet, 1 500 km nordost om huvudstaden Brasília. Antalet invånare är 12 704.
Omgivningarna runt Tacaimbó är huvudsakligen savann. Runt Tacaimbó är det ganska tätbefolkat, med 149 invånare per kvadratkilometer.